# Skraverup
Skraverup is een plaats in de Deense regio Seeland, gemeente Næstved, en telt 219 inwoners (2008).